# 高田製薬
高田製薬株式会社（たかたせいやく、英: TAKATA Pharmaceutical Co., Ltd.）は、埼玉県さいたま市南区の武蔵浦和SKY&GARDENに本社を置く、中堅ジェネリック医薬品メーカーである。
同社名のアルファベット表記TAKATAにAが3文字含まれることより、会社・製品のキャッチフレーズとして“3つのA （安心品質、安定供給、安心情報）”を言及している。
主な事業内容は医薬品の製造販売であるが、清涼飲料水・健康食品の製造も手がける。医薬品事業では昭和40年代後半から先発メーカーとの販売提携を始めており、近年は他社ライセンス品の受託製造も行う。

## 沿革
- 1895年 2月 - 東京都淀橋区（現新宿区）に創業
- 1928年 11月 - 高田製薬株式会社に社名変更
- 1945年 9月 - 東京都向島区寺島町（現墨田区東向島）1-71　に本社移転
- 1964年 2月 - 埼玉県大宮市大成町3-37に大宮工場竣工
- 1977年 7月 - 埼玉県大宮市宮前町203-1番地 大宮工場（GMP適合工場）に移転
- 1980年 7月 - 東京都台東区鳥越二丁目13番10号に本社移転
- 1994年 1月 - 幸手研究所建設
- 2002年 2月 - 大宮第二工場竣工
- 2007年 3月 - 北埼玉工場竣工
- 2007年 11月 - 幸手工場増築
- 2014年 1月 - 和光堂の医療用医薬品事業を譲受
- 2016年 - さいたま市南区の武蔵浦和SKY&GARDENに本社を移転。

## 主な事業所

### 工場
- 大宮工場（埼玉県さいたま市）
  - 固形製剤・注射製剤工場
- 大宮第二工場（埼玉県さいたま市）
  - 軟膏剤、クリーム剤、ローション剤等のステロイド外用剤の専用工場
- 北埼玉工場（埼玉県加須市）
  - アンプル・バイアル凍結乾燥注射剤、アンプル液注射剤の注射剤専用工場
- 幸手工場（埼玉県幸手市）
  - HACCP管理の健康食品専用工場

### 研究所
- 大宮研究開発棟（埼玉県さいたま市）
- 幸手研究所（埼玉県幸手市）

### 営業所事務所
- 札幌、仙台、新潟、東京（本社）、名古屋、大阪、岡山、広島、高松、福岡

### その他事業所
- 騎西物流センター（埼玉県加須市）

## 主な販売提携先
- 医薬品
  - 塩野義製薬、日本化薬
- 清涼飲料水・健康食品
  - ヤクルト本社（ヤクルトタフマンは高田製薬でも製造されている）